# Cap Mesurado

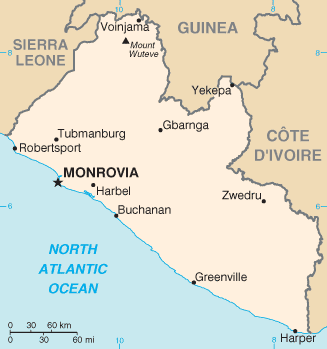
Mapa de Libèria.

Cap Mesurado (en anglès: Cape Mesurado) és un punt de la costa de Libèria situat prop de la capital, Monròvia i a la desembocadura del riu Saint Paul. Va ser batejat com a Cap Mesurado pels navegants portuguesos en la dècada de 1560. És el promontori en el qual els colons afroamericans procedents dels Estats Units d'Amèrica van establir la ciutat actualment coneguda com a Monròvia el 25 d'abril de 1822.
En Cap Mesurado existeix un far, situat al barri de Mamba Point de Monròvia en el nord-est del cap, que va ser construït el 1855. Actualment està inactiu, encara que el govern liberiano està buscant ajuda econòmica per restaurar-ho i posar-ho novament en funcionament

## Història
Abans de l'arribada dels colons nord-americans, la Societat Americana de Colonització va enviar a un representant, el Dr. Eli Ayers perquè adquirís terrenys al nord de la costa de Sierra Leone, on els colons havien desembarcat anteriorment a Sherbro Island, però davant el terreny pantanós de l'illa i les seves condicions insalubres, van abandonar l'assentament. Amb l'ajuda de Robert F. Stockton, un oficial naval dels Estats Units, Ayers va buscar un lloc on establir una nova colònia. Stockon va emprendre negociacions amb els líders dels pobles dei i bassa que vivien a la zona de Cap Mesurado. Al principi els líders tribals com el rei Peter van ser reticents a lliurar la terra del seu poble als estrangers, però van ser persuadits per la força -segons alguns relats a punta de pistola- i finalment van cedir una franja de terra costanera d'uns 35 km de llarg i 3 km d'ample a canvi de diversos béns, armes i rom per un valor aproximat de 300 $ de l'època.
La colònia de Cap Mesurado es va enfrontar a molts dels obstacles que havia sofert la colònia de Sherbro Island: pocs recursos, així com terrenys pantanosos i condicions insalubres. També es van produir conflictes amb les tribus locals, ressentides amb els colons américo-liberians -que havien estat esclaus o fills d'esclaus als Estats Units abans de la seva emigració a Àfrica -tractant de crear una llar per als esclaus lliures. Dirigits per Lott Carey iElijah Johnson, els américo-liberians van organitzar la seva defensa contra els atacs dels indígenes i van rebutjar l'oferiment d'ajuda militar per part dels britànics a canvi d'onejar la bandera britànica en Cap Mesurado.
La colònia de Cap Mesurado va agafar el nom de Libèria el 15 d'agost de 1824. En els següents deu anys es van afegir cinc colònies més a la costa liberiana que es van acabar integrant en la colònia de Libèria el 1842 (excepte una que fou destruïda pels indígenes).